# Doug Wieselman

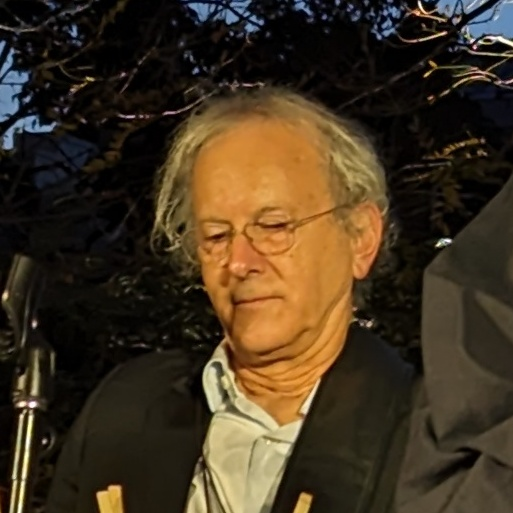
Doug Wieselman (2023)

Douglas „Doug“ Wieselman (* 30. November 1954 in Los Angeles) ist ein amerikanischer Musiker (Klarinette, Bassklarinette, Gitarre, Tenorsaxophon) und Komponist. Nach Wolf Kampmann soll er „über den sanftesten und verträumtesten Klarinetten-Ton der gesamten Jazzgeschichte“ verfügen.

## Leben und Wirken
Wieselman studierte bei James Tenney und Gordon Mumma an der University of California, Santa Cruz Komposition. Dann schrieb er Theatermusik für die Projekte mit den Flying Karamazov Brothers und Regisseur Robert Woodruff. Seine Adaption von Strawinskis L'Histoire du Soldat wurde von der Brooklyn Academy of Music beim Next Wave Festival aufgeführt. Weiterhin schrieb er Musik für verschiedene Theaterstücke Brechts wie Baal und Der gute Mensch von Sezuan und arbeitete im Ballettbereich mit der Choreographin Victoria Marks. 1986 gehörte er mit Marty Ehrlich, Wayne Horvitz und Robin Holcomb zu den Gründern des großformatigen New York Composers Orchestra, mit dem er 1987 seine „Three Pieces for Wind Orchestra“ aufführte.
Wenige Jahre später gründete er mit Gina Leishman, Steven Bernstein und Peter Apfelbaum die Kamikaze Ground Crew, die das Terrain zwischen Jazz, Klezmer und Avantgarde absteckt und mit der er unter anderem bei den Donaueschinger Musiktagen auftrat. Weiterhin spielte er mit Bernsteins Millenial Territory Orchestra und den Gruppen von Wayne Horvitz, Bill Frisell, Robin Holcomb, John Zorn, Bobby Previte, Kirk Knuffke (Amnesia Brown, 2010) und Anthony Coleman. Bei den Lounge Lizards von John Lurie fungierte er als Gitarrist. Erst 2002 veröffentlichte er sein erstes eigenes Album im Trio mit Jane Scarpatoni und Kenny Wollesen. Er arbeitete auch mit Yoko Ono, Tricky, Fred Frith, Lou Reed, Laurie Anderson, Sex Mob, Jenny Scheinman, Sanda Weigl, Guy Klucevsek oder Karen Mantler. Zu hören ist er u. a. auf Steven Bernsteins Tinctures in Time (Community Music, Vol. 1) (2021) und Good Time Music (Community Music, Vol. 2) (2022) sowie auf John Luries Soundtrackalbum Painting with John (2024). Er wirkte auch bei Guy Klucevseks letztem Album Little Big Top (2025) mit.
Bei der RuhrTriennale 2007 trat er mit Dubistmeinichbindein auf.

## Diskographische Hinweise
- Trio S (Zitherine 2002)
- Dimly Lit: Collected Soundtracks 1996-2002 (Tzadik 2003)
- From Water (88, 2014)
- Trio S: Somewhere Glimmer (2017), mit Jane Scarpantoni, Kenny Wollesen

## Lexigraphische Einträge
- Wolf Kampmann (Hrsg.), unter Mitarbeit von Ekkehard Jost: Reclams Jazzlexikon. Reclam, Stuttgart 2003, ISBN 3-15-010528-5.